# Hammarsjön (Traryds socken, Småland)
Hammarsjön är en sjö i Markaryds kommun i Småland och ingår i Lagans huvudavrinningsområde. Sjön har en area på 0,498 kvadratkilometer och ligger 108,6 meter över havet. Sjön avvattnas av vattendraget Lagan (Härån).

## Delavrinningsområde
Hammarsjön ingår i det delavrinningsområde (627056-137206) som SMHI kallar för Utloppet av Kvarnaholmsmagasinet. Medelhöjden är 134 meter över havet och ytan är 6,02 kvadratkilometer. Räknas de 264 avrinningsområdena uppströms in blir den ackumulerade arean 5 217,88 kvadratkilometer. Avrinningsområdets utflöde Lagan (Härån) mynnar i havet. Avrinningsområdet består mestadels av skog (40 procent) och sankmarker (17 procent). Avrinningsområdet har 0,37 kvadratkilometer vattenytor vilket ger det en sjöprocent på 6,1 procent. Bebyggelsen i området täcker en yta av 1,65 kvadratkilometer eller 27 procent av avrinningsområdet.